# 592
سنة 592 م كانت سنة كبيسة تبدأ يوم الثلاثاء حسب التقويم اليولياني.

## أحداث

### حسب المكان

#### أوروبا
28 يناير

#### آسيا
الصيف
8 ديسمبر
الشتاء

## مواليد
- خالد بن الوليد
- يعلى بن أمية التميمي من مشاهير الصحابة.
- عمرو بن أبي عمرو
- سويد بن كراع العكلي

## وفيات
- عبد المسيح بن عسلة